# Mikrometr
Mikrometr (symbol: μm) – podwielokrotność metra, podstawowej jednostki długości w układzie SI. Jest to jedna milionowa metra, czy inaczej, jedna tysięczna milimetra. Jeden mikrometr równa się zatem 10−6 m. W notacji naukowej, zwłaszcza anglosaskiej, zapisuje się go niekiedy jako 1 E-6 m, co oznacza 0,000001 × 1 m.
Spotyka się czasami zapis um oznaczający właśnie jednostkę µm zapisaną w sposób przybliżony, bez użycia alfabetu greckiego. Dawniej tę jednostkę nazywano mikronem od greckiego słowa mikrón (drobiazg). Nadal używa się czasem tej nazwy oraz oznacza ją jednoliterowym symbolem µ. Nazwa mikron oraz symbol µ były oficjalnymi w latach 1879–1967.
1000 μm = 1 mm